# كلاوديو أكوينو
كلاوديو أكوينو (بالإسبانية: Claudio Aquino)‏ (24 يوليو 1991 بأدروغي في الأرجنتين - ) هو لاعب كرة قدم أرجنتيني في مركز الوسط. لعب مع إنديبندينتي وديفنسا خوستيكا وغودوي كروز وفيرو كاريل أويستي ونادي فلومينينسي.

## روابط خارجية
- كلاوديو أكوينو على موقع قاعدة بيانات كرة القدم.إي يو (الإنجليزية)
- كلاوديو أكوينو على موقع Soccerway.com (الإنجليزية)
- كلاوديو أكوينو على موقع عالم كرة القدم.نت (الإنجليزية)